# P.O. von Törne

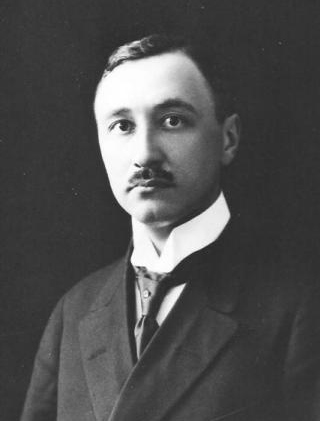
P. O. von Törne.

Per Olof von Törne, född 6 februari 1882 i Viborg, död 23 oktober 1940 i Åbo, finländsk historiker, fil. dr 1907. Bror till Bengt von Törne. Han var 1911–19 docent i allmän historia vid Helsingfors universitet och kallades 1918 till professor i nordisk historia vid Åbo Akademi. 
P. O. von Törne ägnade sig till en början åt forskning som gällde den påvliga politiken under 1500-talet och behandlade förbindelserna mellan påvestolen och Finland, varvid han långa tider studerade arkivmaterial främst i Rom. 
Efter professorsutnämningen gick von Törne över till att forska om Finlands nyare historia. Att han även var djupt intresserad av Europas historia visar den intressanta genomgången av alla de europeiska ländernas nyare historia i den 1936 publicerade Parlamentarismen i Europa. Törne var grundare av Historisk Tidskrift för Finland.